# 1279

## أحداث
- 5 أغسطس: نهاية حصار الجزيرة الخضراء والذي بدأ في يوليو 1278.

### آسيا
- بعثة دبلوماسية مرسلة من قبل قوبلاي خان إلى اليابان تقتل على يد حاكم اليابان هوجو توكيمونه يقود إلى محاولة غزو منغولية أخرى لليابان عام 1281.

## مواليد
- أبو الوليد إسماعيل الأول
- أبو الوليد إسماعيل بن الأحمر
- لويس الأول، دوق بوربون

## وفيات
- أديلايد، كونتيسة بورغندي
- أفونسو الثالث ملك البرتغال
- بينغ إمبراطور سونغ
- خوانا دي بونثيو
- كيكاوس الثاني بن كيخسرو الثاني

## دول انتهت في 1279
- سلالة تشولا